# Simplesiomorfia

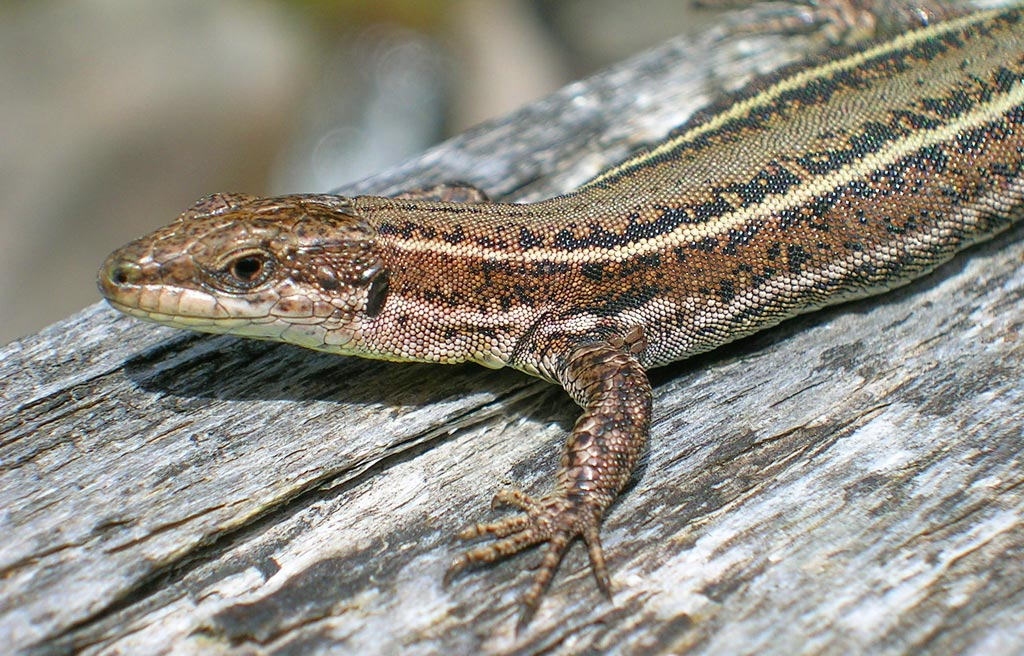
Cinco dedos en la extremidad anterior de una lagartija.

En el lenguaje de la escuela cladista de biología sistemática, una simplesiomorfia es un carácter compartido por dos taxones emparentados cuando este coincide con el carácter presente en el antepasado común de ambos. Es decir, cuando el carácter representa el estado ancestral.
Un ejemplo de simplesiomorfia es la posesión de cinco dedos por muchos vertebrados tetrápodos, para los que representa el estado ancestral. En muchos grupos adaptaciones específicas han reducido su número, pero la mano humana comparte este carácter con, por ejemplo, los lagartos.
En la Sistemática cladística se defiende que los grupos o taxones no pueden basarse en simplesiomorfias, sino que deben hacerlo en sinapomorfias. En la sistemática evolutiva clásica se admiten también grupos parafiléticos, que no cumplen estrictamente esta condición.